# 旅するサンドイッチ
『旅するサンドイッチ』（たびするサンドイッチ）は、2022年9月23日の12時 - 13時にテレビ東京系列で放送されたテレビドラマ。主演は伊藤万理華。
地元の恵みを使ったサンドイッチを提供するフードワゴンを営む主人公たちが、群馬県高崎市で出会った農業を営む家族と交流するストーリー。
テレビ東京による高崎市の農業の魅力をPRする企画で、2020年9月に放送された地域創生バラエティ番組『畑そのまんまレストランにする。in 高崎』、2021年10月23日に放送されたテレビドラマ『農家のミカタ』に続く第3弾として制作された。

## キャスト

### 主要人物
榎本くるみ
演 - 伊藤万理華
各地を放浪するフードワゴン「旅するサンドイッチ屋」の店主。
5歳の時に亡くなった総菜店を営んでいた父の「パンがあったら分けてあげなさい」の言葉を守り、困っている人やお腹を空かせている人にサンドイッチをタダで振る舞う。
高崎ファームフェスタで陽二のトウモロコシ、裕樹のラディッシュを使った「親子サンドイッチ」を作り、親子の拗れた仲を解きほぐす。
今村かえで
演 - 富田望生
くるみの幼なじみ。「旅するサンドイッチ屋」の共同経営者。
くるみに誘われサンドイッチ店でともに働くが、くるみがタダでサンドイッチを振る舞うことが多く、利益が出ないことが悩みの種。
木原裕樹
演 - 遠藤雄弥
高崎の農家の青年。父・陽二と農業に対する考え方の違いから対立し、父とは別の場所で独自にラディッシュを栽培している。
高崎ファームフェスタでサンドイッチ店を出店するくるみに要請され、くるみたちが高崎の農家を巡る食材探しの案内役を任される。
木原陽二
演 - 寺島進
裕樹の父。農家。トウモロコシを収穫中に持病の発作で倒れていたところをくるみたちに助けられる。
自身の父親の代に冷害で畑をダメにして食べていけない時代があったことから、息子の裕樹がラディッシュを栽培するのを農業の大変さを判っていないと厳しく接し対立するが、裏では息子のことを心配している。
木原美沙
演 - 宮崎美子
裕樹の母。夫・陽二が息子・裕樹のラディッシュ栽培が上手くいくか心配しながらも、素直に接することができず親子の仲を拗らせるていることに気を揉んでいる。

### 周辺人物
大木拓
演 - マギー
高崎市農林課の課長。高崎ファームフェスタの運営事務局でイベントを取りまとめる。
雄太
演 - 奥出陽大
ぐずって道端で座り込んでいた少年。くるみからサンドイッチをごちそうされ元気を取り戻す。
雄太の友達
演 - 西川晃一朗
雄太が座り込んでしまい困り果てていたが、くるみたちに助けられる。
高崎の農家
演 - 菊池豪
木原家の知り合いの農家。陽二から裕樹がラディッシュ栽培するので栽培方法を教えて欲しいと質問され、親子で仲良く農業をしていると思っている。
高崎市長
演 - 富岡賢治（本人役）*ノンクレジット
高崎ファームフェスタを訪問し、来場者に挨拶する。

## スタッフ
- 監督 - アベラヒデノブ[1]
- 原案・脚本・プロデュース - 畑中翔太[1]（dea/BABEL LABEL）
- プロデューサー - 漆間宏一[1]（テレビ東京）、山田久人[1]（BABEL LABEL）
- 制作 - BABEL LABEL
- 製作著作 - テレビ東京、BABEL LABEL

## その他
- 本作の番組スポンサーの筆頭は作品の舞台となった高崎市がシティプロモーション事業の一環として務めている[3][4]。